# Praßreut (Röhrnbach)
Das Dorf Praßreut ist ein Gemeindeteil und eine Gemarkung des Marktes Röhrnbach im Landkreis Freyung-Grafenau.

## Geschichte
Praßreut war Teil des Hochstifts Passau und wird um 1200 erstmals als Hochstiftsort genannt. Der Ort wurde 1803 mit dem größten Teil des Passauer Gebietes zugunsten des Kurfürstentums Salzburg von Ferdinand III. von Toskana säkularisiert und fiel 1805 an Bayern. Mit der Bildung der Gemeinden im Jahre 1818 auf Grund des zweiten bayerischen Gemeindeedikts vom 17. Mai 1818 wurde die Gemeinde Praßreut gebildet. Von der am 15. Februar 1960 aufgelösten Gemeinde Praßreut kamen die Orte Praßreut und Unterstrahbergmühle zur Gemeinde Oberndorf. Große Teile von Oberndorf wurden am 1. April 1971 nach Röhrnbach eingegliedert. 2017 wurde in Praßreut ein umstrittenes Logistikzentrum errichtet. Der weitere Ausbau des Gewerbegebiets ist Gegenstand gerichtlicher Auseinandersetzungen.

## Sehenswürdigkeiten
Nach der Liste der Baudenkmäler in Röhrnbach gibt es folgende Baudenkmäler im Dorf: 
- Dorfkapelle
- Waldlerhaus
- Bauernhof